# Lycocerus watanabei
Lycocerus watanabei is een keversoort uit de familie soldaatjes (Cantharidae). De wetenschappelijke naam van de soort werd in 1993 gepubliceerd door Ishida & Sato.